# Piastowo (powiat elbląski)
Piastowo – wieś w Polsce położona w województwie warmińsko-mazurskim, w powiecie elbląskim, w gminie Milejewo na Wysoczyźnie Elbląskiej przy drodze wojewódzkiej nr 504. Transport publiczny jest obsługiwany przez komunikację miejską Elbląga i PKS.
Wieś okręgu sędziego ziemskiego Elbląga w XVII i XVIII wieku. W latach 1975–1998 miejscowość administracyjnie należała do województwa elbląskiego.
Inne miejscowości o nazwie Piastowo: Piastowo, Piastów